# Лукач Марія Яківна
Марі́я Я́ківна Лу́кач (Абрамович) (* 23 січня 1936, Одеса) — російська естрадна співачка. Заслужена артистка Росії (1992).

## Біографічні відомості
Закінчивши музичне училище, виступала як солістка в самодіяльності Одеського будинку офіцерів.
1956 року переїхала в Москву, де виступала в колективі Шурова та Рикуніна, оркестрі Рознера, Московському мюзик-холі.
1970 року почалися сольні виступи Лукач з програмами «Друзі та пісні» та «Ми згадуватимемо».

## Творчість
Жанровий діапазон Лукач охоплює всі види естрадної пісні — від пісень громадянського звучання до дитячих пісеньок («Антошка», «З понеділка візьмуся» та інші). Зокрема, було видано платівки-гіганти «Пісеньки для дітей» (1970) і «Подарунок. Марія Лукач співає пісні для дітей» (1977). Серед ліричних пісень — «Тетянин день».
Особливе місце в творчості співачки посідає її спільна робота з чоловіком — композитором і піаністом Володимиром Рубашевським.